# Spondin 1
Spondin-1 (también conocida como F-spondina) es una proteína que en los humanos está codificada por el gen SPON1. Es secretada por las células de la placa del suelo y puede estar involucrada en la guía de los axones. La proteína contiene 807 aminoácidos y está compuesta estructuralmente por seis dominios de trombospondina, un dominio de reelina y un dominio de espondina.

## Otras lecturas
- Nakajima D, Okazaki N, Yamakawa Hfree (2003). «Construction of expression-ready cDNA clones for KIAA genes: manual curation of 330 KIAA cDNA clones». DNA Res. 9 (3): 99-106. PMID 12168954. doi:10.1093/dnares/9.3.99.
- Klar A, Baldassare M, Jessell TM14880785 (1992). «F-spondin: a gene expressed at high levels in the floor plate encodes a secreted protein that promotes neural cell adhesion and neurite extension». Cell 69 (1): 95-110. PMID 1555244. doi:10.1016/0092-8674(92)90121-R.
- Bonaldo MF, Lennon G, Soares MBfree (1997). «Normalization and subtraction: two approaches to facilitate gene discovery». Genome Res. 6 (9): 791-806. PMID 8889548. doi:10.1101/gr.6.9.791.
- Miyamoto K, Morishita Y, Yamazaki M (2001). «Isolation and characterization of vascular smooth muscle cell growth promoting factor from bovine ovarian follicular fluid and its cDNA cloning from bovine and human ovary». Arch. Biochem. Biophys. 390 (1): 93-100. PMID 11368520. doi:10.1006/abbi.2001.2367.
- Gonzalez de Peredo A, Klein D, Macek Bfree (2002). «C-mannosylation and o-fucosylation of thrombospondin type 1 repeats». Mol. Cell. Proteomics 1 (1): 11-8. PMID 12096136. doi:10.1074/mcp.M100011-MCP200.
- Strausberg RL, Feingold EA, Grouse LH (2003). «Generation and initial analysis of more than 15,000 full-length human and mouse cDNA sequences». Proc. Natl. Acad. Sci. U.S.A. 99 (26): 16899-903. PMC 139241. PMID 12477932. doi:10.1073/pnas.242603899.
- Ota T, Suzuki Y, Nishikawa Tfree (2004). «Complete sequencing and characterization of 21,243 full-length human cDNAs». Nat. Genet. 36 (1): 40-5. PMID 14702039. doi:10.1038/ng1285.
- Ho A, Südhof TC (2004). «Binding of F-spondin to amyloid-beta precursor protein: a candidate amyloid-beta precursor protein ligand that modulates amyloid-beta precursor protein cleavage». Proc. Natl. Acad. Sci. U.S.A. 101 (8): 2548-53. PMC 356987. PMID 14983046. doi:10.1073/pnas.0308655100.
- Gerhard DS, Wagner L, Feingold EA (2004). «The status, quality, and expansion of the NIH full-length cDNA project: the Mammalian Gene Collection (MGC)». Genome Res. 14 (10B): 2121-7. PMC 528928. PMID 15489334. doi:10.1101/gr.2596504.
- Pyle-Chenault RA, Stolk JA, Molesh DA13409234 (2005). «VSGP/F-spondin: a new ovarian cancer marker». Tumour Biol. 26 (5): 245-57. PMID 16103746. doi:10.1159/000087379.
- Otsuki T, Ota T, Nishikawa Tfree (2007). «Signal sequence and keyword trap in silico for selection of full-length human cDNAs encoding secretion or membrane proteins from oligo-capped cDNA libraries». DNA Res. 12 (2): 117-26. PMID 16303743. doi:10.1093/dnares/12.2.117.
- Kitagawa M, Kudo Y, Iizuka S (2006). «Effect of F-spondin on cementoblastic differentiation of human periodontal ligament cells». Biochem. Biophys. Res. Commun. 349 (3): 1050-6. PMID 16965763. doi:10.1016/j.bbrc.2006.08.142. Archivado desde el original el 21 de septiembre de 2017. Consultado el 28 de noviembre de 2020.